# 金属富勒烯
金属富勒烯是将金属原子嵌入富勒烯碳笼而形成的一类新型内嵌富勒烯，同一碳笼内可以嵌入各种形态的金属原子，如单金属原子、同核或异核双金属团簇等。由于金属富勒烯同时具有金属和富勒烯的特性，使得它们在电子、能源、生物医学等方面有着广阔的应用前景，如用到X射线计算机断层成像（CT）的造影剂中

## 已有的金属富勒烯
- Sc4C2@C80
- ScYErN@C80
- Sc2C2@C68[1]

## 医疗应用
金属富勒烯还可以提供将治疗性放射性离子携带到癌组织的方法。